# Jun Kimura
Jun Kimura (né le 26 mai 1991 dans la préfecture d'Okinawa) est un athlète japonais, spécialiste du sprint.
Il mesure 1,76 m pour 67 kg.
Il remporte la médaille de bronze du relais 4 x 400 m pour sa participation aux séries lors des Jeux asiatiques de 2018 à Jakarta.
Il remporte la médaille d'or du relais lors des All Japan Intercollegiate Championships en 2010, 2011 et 2013. 